# Apteronotus milesi
Apteronotus milesi is een straalvinnige vissensoort uit de familie van de staartvinmesalen (Apteronotidae). De wetenschappelijke naam van de soort is voor het eerst geldig gepubliceerd in 2005 door de Santana & Maldonado-Ocampo.